# Deutsche Alpine Skimeisterschaften 2011
Die Deutschen Alpinen Skimeisterschaften 2011 fanden vom 21. bis 27. März 2011 in Götschen und Garmisch-Partenkirchen statt. Abfahrt, Super G und Super Kombination wurden in Garmisch ausgetragen, Riesenslalom und Slalom in Götschen.

## Herren

### Abfahrt
| Platz | Name                | Zeit        |
| ----- | ------------------- | ----------- |
| 01    | Andreas Sander      | 1:07,47 min |
| 02    | Stephan Keppler     | 1:08,06 min |
| 03    | Andreas Romar (FIN) | 1:08,17 min |
| 04    | Klaus Brandner      | 1:08,64 min |
| 05    | Philipp Zepnik      | 1:08,69 min |
| 06    | Hannes Wagner       | 1:08,86 min |
| 07    | Marvin Ackermann    | 1:08,87 min |
| 08    | Christian Ferstl    | 1:09,57 min |
| 09    | Thomas Dreßen       | 1:09,63 min |
| 010   | Julian Giacomelli   | 1:09,68 min |

Datum: 22. März 2011

Ort: Garmisch

### Super-G
| Platz | Name                | Zeit        |
| ----- | ------------------- | ----------- |
| 01    | Andreas Romar (FIN) | 1:12,04 min |
| 02    | Andreas Sander      | 1:12,06 min |
| 03    | Stephan Keppler     | 1:12,52 min |
| 04    | Marcel Mathis (AUT) | 1:12,55 min |
| 05    | Philipp Zepnik      | 1:12,92 min |
| 06    | Hannes Wagner       | 1:13,24 min |
| 07    | Marvin Ackermann    | 1:13,33 min |
| 08    | Anton Lindebner     | 1:13,43 min |
| 09    | Arjan Wanders (NED) | 1:13,47 min |
| 010   | Lukas Aicher        | 1:13,62 min |

Datum: 25. März 2011

Ort: Garmisch

### Riesenslalom
| Platz | Name                  | Zeit        |
| ----- | --------------------- | ----------- |
| 01    | Dominik Schwaiger     | 2:24,26 min |
| 02    | Martin Bischof (AUT)  | 2:24,31 min |
| 03    | Philipp Schmid        | 2:24,32 min |
| 04    | Stepan Sujew (RUS)    | 2:24,81 min |
| 05    | Stefan Luitz          | 2:24,85 min |
| 06    | Johannes Strolz (AUT) | 2:24,86 min |
| 07    | Janez Jazbec (SLO)    | 2:24,98 min |
| 08    | Philipp Zepnik        | 2:25,05 min |
| 09    | Miha Kürner (SLO)     | 2:25,16 min |
| 010   | Fritz Dopfer          | 2:25,40 min |

Datum: 27. März 2011

Ort: Götschen/Jenner

### Slalom
| Platz | Name                        | Zeit        |
| ----- | --------------------------- | ----------- |
| 01    | Fritz Dopfer                | 1:30,38 min |
| 02    | Felix Neureuther            | 1:30,75 min |
| 03    | Sebastian Liebl             | 1:31,66 min |
| 04    | Christoph Nösig (AUT)       | 1:32,16 min |
| 05    | Stefan Luitz                | 1:32,43 min |
| 06    | Thomas Krautschneider (AUT) | 1:32,49 min |
| 07    | Christian Gruber            | 1:32,61 min |
| 08    | Martin Bischof (AUT)        | 1:32,89 min |
| 09    | Fabian Datzer               | 1:33,11 min |
| 010   | Manuel Feller (AUT)         | 1:33,15 min |

Datum: 26. März 2011

Ort: Götschen/Jenner

### Super-Kombination
| Platz | Name                   | Zeit        |
| ----- | ---------------------- | ----------- |
| 01    | Andreas Romar (FIN)    | 1:48,07 min |
| 02    | Hannes Wagner          | 1:48,34 min |
| 03    | Andreas Sander         | 1:48,80 min |
| 04    | Klaus Brandner         | 1:48,98 min |
| 05    | Anton Lindebner        | 1:49,95 min |
| 06    | Lukas Aicher           | 1:50,13 min |
| 07    | Marvin Ackermann       | 1:50,25 min |
| 08    | Arjan Wanders (NED)    | 1:50,35 min |
| 09    | Ryō Sugai (JPN)        | 1:50,46 min |
| 010   | Benjamin Griffen (NZL) | 1:50,51 min |

Datum: 23. März 2011

Ort: Garmisch

## Damen

### Abfahrt
| Platz | Name             | Zeit        |
| ----- | ---------------- | ----------- |
| 01    | Veronique Hronek | 1:11,25 min |
| 02    | Susanne Riesch   | 1:11,56 min |
| 03    | Isabelle Stiepel | 1:11,59 min |
| 04    | Michaela Schmotz | 1:11,70 min |
| 05    | Iris Dorsch      | 1:11,95 min |
| 06    | Sara Micheler    | 1:12,73 min |
| 07    | Patrizia Dorsch  | 1:12,82 min |
| 08    | Christina Geiger | 1:13,44 min |
| 09    | Marlene Schmotz  | 1:13,56 min |
| 010   | Nicola Schmid    | 1:13,77 min |

Datum: 22. März 2011

Ort: Garmisch

### Super-G
| Platz | Name                | Zeit        |
| ----- | ------------------- | ----------- |
| 01    | Veronique Hronek    | 1:14,71 min |
| 02    | Susanne Riesch      | 1:15,17 min |
| 03    | Viktoria Rebensburg | 1:15,29 min |
| 04    | Isabelle Stiepel    | 1:16,03 min |
| 05    | Michaela Schmotz    | 1:16,73 min |
| 06    | Anne Kissling       | 1:17,01 min |
| 07    | Ronja Mayr          | 1:17,09 min |
| 08    | Marlene Schmotz     | 1:17,19 min |
| 09    | Nicola Schmid       | 1:17,33 min |
| 010   | Patrizia Dorsch     | 1:17,41 min |

Datum: 25. März 2011

Ort: Garmisch

### Riesenslalom
| Platz | Name                             | Zeit        |
| ----- | -------------------------------- | ----------- |
| 01    | Veronika Staber                  | 2:24,72 min |
| 02    | Simona Hösl                      | 2:25,87 min |
| 03    | Veronique Hronek                 | 2:26,01 min |
| 04    | Julia Dygruber (AUT)             | 2:26,21 min |
| 05    | Agnieszka Gąsienica-Daniel (POL) | 2:26,32 min |
| 06    | Monica Hübner                    | 2:26,57 min |
| 07    | Michaela Schmotz                 | 2:26,60 min |
| 08    | Iris Dorsch                      | 2:26,61 min |
| 09    | Barbara Wirth                    | 2:26,92 min |
| 09    | Christina Geiger                 | 2:26,92 min |

Datum: 26. März 2011

Ort: Götschen/Jenner

### Slalom
| Platz | Name                             | Zeit        |
| ----- | -------------------------------- | ----------- |
| 01    | Alexandra Daum (AUT)             | 1:37,85 min |
| 02    | Aleksandra Kluś (POL)            | 1:37,91 min |
| 03    | Agnieszka Gąsienica-Daniel (POL) | 1:38,49 min |
| 04    | Christina Geiger                 | 1:38,53 min |
| 05    | Fanny Chmelar                    | 1:39,09 min |
| 06    | Monica Hübner                    | 1:39,13 min |
| 07    | Susanne Riesch                   | 1:39,49 min |
| 08    | Veronika Staber                  | 1:39,51 min |
| 09    | Barbara Wirth                    | 1:40,15 min |
| 010   | Lisa-Maria Zeller (AUT)          | 1:40,16 min |

Datum: 27. März 2011

Ort: Götschen/Jenner

### Super-Kombination
| Platz | Name             | Zeit        |
| ----- | ---------------- | ----------- |
| 01    | Susanne Riesch   | 1:52,47 min |
| 02    | Christina Geiger | 1:54,41 min |
| 03    | Veronique Hronek | 1:54,45 min |
| 04    | Nicola Schmid    | 1:54,67 min |
| 05    | Michaela Schmotz | 1:54,77 min |
| 06    | Isabelle Stiepel | 1:54,78 min |
| 07    | Iris Dorsch      | 1:54,95 min |
| 08    | Anne Kissling    | 1:55,02 min |
| 09    | Marlene Schmotz  | 1:55,71 min |
| 010   | Marina Wallner   | 1:56,45 min |

Datum: 23. März 2011

Ort: Garmisch

## Anmerkung
1. 1 2 3 4 5 6 7 8 9  Ausländische Teilnehmer erhielten keine Medaillen.